# Kerstin Ekman
Kerstin Lillemor Ekman, nascuda amb el cognom Hjorth a (Risigne, Finspång, Östergötland) el 27 d'agost de 1933, és una escriptora sueca membre de l'Acadèmia Sueca, tot i que actualment està inactiva en aquest càrrec.

## Biografia
Kerstin Ekman ha escrit un gran nombre d'èxits en novel·la negra (entre d'altres De tre små mästarna i Dödsklockan), però més tard va passar a la novel·la de caràcter psicològic i social, amb títols com Mörker och blåbärsris (1972) (ambientada al nord de Suècia) i Händelser vinya vatten (1993), en què va tornar a la novel·la negra.
Algunes de les seves novel·les han estat traduïda al català.
Ekman va ser elegida membre de l'Acadèmia Sueca el 1978 i va ocupar el seient 15, però la va abandonar el 1989, juntament amb Lars Gyllensten i Werner Aspenström, a causa del debat que va seguir a l'amenaça de mort que va patir Salman Rushdie. D'acord amb les regles de l'Acadèmia, però, ella seguirà, com la resta de membres dimissionaris, sent un membre passiu per la totalitat de la seva vida. Ara bé, amb la reforma del 2018, va ser donada de baixa.
El 1998 va ser guardonada amb la medalla de Litteris et Artibus.